# Nikólaos Karàbelas
Nikólaos «Nikos» Karàbelas (nascut el 20 de desembre de 1984) és un exfutbolista professional grec, que jugava com a lateral esquerre.

## Trajectòria esportiva
Karàbelas va debutar al club local de la seva ciutat, el Paniliakos, el 2004. Dos anys després ja va fitxar per l'Aris FC de la Superlliga grega, i ràpidament s'hi va guanyar la titularitat.
El 28 de gener de 2009 Karàbelas va fallar un penal en un partit contra el gran rival del seu club, el PAOK, en un partit que acabà empatat a zero i que va impedir que l'Aris assolís la final de la copa grega. Com a conseqüència, va rebre amenaces dels aficionats del club, i va abandonar-lo al final de la temporada.
El 10 de juny de 2009 Karàbelas va signar un contracte per quatre anys amb l'AEK d'Atenes. No va tenir una primera temporada massa reeixida, amb Dušan Bajević, però va millorar molt a la següent, amb Manolo Jiménez, qui el considerava insubstituïble.
El 26 de juliol de 2012 Karàbelas va marxar de Grècia i va signar un contracte de dos anys amb el Llevant UE de la Lliga BBVA. Va debutar amb el seu nou club el 19 d'agost, com a titular i disputant els 90 minuts en un empat 1–1 a casa contra l'Atlètic de Madrid. Karàbelas va aparèixer en només nou partits durant la temporada 2012-13, en què el Llevant va acabar a mitja taula.
La segona temporada amb els Granotes, fou el lateral esquerre més usat per l'entrenador Joaquín Caparrós, per davant del veterà Juanfran, i va signar un nou contracte per dos anys més el 20 de març de 2014.

### Carrera internacional
Karàbelas ha estat internacional amb la selecció grega Sub-21. El 14 de maig de 2014, formà part de la llista provisional de 30 jugadors preconvocats pel Mundial de futbol 2014, tot i que finalment fou un dels set jugadors que varen ser descartats a la llista final del seleccionador Fernando Santos.

## Palmarès
AEK Atenes
- Copa de Grècia: 2010–11